# ITF Changwon Women's Challenger Tennis 2014
L'ITF Changwon Women's Challenger Tennis 2014 è stato un torneo di tennis facente parte della categoria ITF Women's Circuit nell'ambito dell'ITF Women's Circuit 2014. Il torneo si è giocato a Changwon in Corea del Sud dal 26 maggio al 1º giugno 2014 su campi in cemento e aveva un montepremi di $25,000.

## Vincitrici

### Singolare
Hong Hyun-hui ha battuto in finale  Junri Namigata con il punteggio di 2–6, 6–4, 6–3

### Doppio
Chuang Chia-jung /  Junri Namigata hanno battuto in finale  Kim So-jung /  Lee Ye-ra con il punteggio di 7–6(7–5), 6–0